# Serrat de l'Artigot
El Serrat de l'Artigot és una serra situada al municipi de La Quar a la comarca del Berguedà, amb una elevació màxima de 885 metres.